# 2015–2016-os magyar női vízilabda-bajnokság
A 2015–2016-os magyar női vízilabda-bajnokság a harmincharmadik magyar női vízilabda-bajnokság volt. A bajnokságban tíz csapat indult el, a csapatok az előző évi helyezések alapján két csoportban (A csoport: 1-6. helyezettek, B csoport: 7-10. helyezettek) két, illetve három kört játszottak. Az alapszakasz után play-off rendszerben játszottak a bajnoki címért, illetve a végső helyezésekért.

## Alapszakasz

### A csoport
| #  | Csapat                                      | M  | Gy | D | V  | G+  | G-  | P  |
| -- | ------------------------------------------- | -- | -- | - | -- | --- | --- | -- |
| 1. | UVSE                                        | 10 | 10 | 0 | 0  | 120 | 65  | 30 |
| 2. | BVSC-Zugló                                  | 10 | 7  | 1 | 2  | 110 | 80  | 22 |
| 3. | Dunaújvárosi Főiskola VE-Maarsk Graphics    | 10 | 5  | 1 | 4  | 98  | 82  | 16 |
| 4. | Hungerit-Szentesi VK                        | 10 | 4  | 1 | 5  | 106 | 85  | 13 |
| 5. | ZF-Egri VK-Eszterházy Károly Főiskola       | 10 | 2  | 1 | 7  | 98  | 128 | 7  |
| 6. | Szegedi Vízmű-Taylor & Nash-Szegedi Egyetem | 10 | 0  | 0 | 10 | 64  | 156 | 0  |

### B csoport
| #   | Csapat            | M | Gy | D | V | G+  | G-  | P  |
| --- | ----------------- | - | -- | - | - | --- | --- | -- |
| 7.  | UVSE-Margitsziget | 9 | 9  | 0 | 0 | 108 | 56  | 27 |
| 8.  | Kópé-ÚVSE         | 9 | 5  | 1 | 3 | 111 | 71  | 16 |
| 9.  | Tatabányai VSE    | 9 | 3  | 1 | 5 | 59  | 65  | 10 |
| 10. | Kecskeméti VE     | 9 | 0  | 0 | 9 | 40  | 125 | 0  |

* M: Mérkőzés Gy: Győzelem D: Döntetlen V: Vereség G+: Dobott gól G-: Kapott gól P: Pont

## Rájátszás
1. forduló: Dunaújvárosi Főiskola VE-Maarsk Graphics–Szegedi Vízmű-Taylor & Nash-Szegedi Egyetem 18–5, 18–5 és Hungerit-Szentesi VK–ZF-Egri VK-Eszterházy Károly Főiskola 9–7, 7–7 (5m:4–2) és UVSE-Margitsziget–Kecskeméti VE 12–4, 19–6 és Kópé-ÚVSE–Tatabányai VSE 3–8, 5–10
Elődöntő: UVSE–Hungerit-Szentesi VK 15–8, 9–3 és BVSC-Zugló–Dunaújvárosi Főiskola VE-Maarsk Graphics 9–12, 9–4, 5–8
Döntő: UVSE–Dunaújvárosi Főiskola VE-Maarsk Graphics 12–9, 8–6, 8–8 (5m:4–2)
3. helyért: BVSC-Zugló–Hungerit-Szentesi VK 11–10, 9–4
5–8. helyért: ZF-Egri VK-Eszterházy Károly Főiskola–Tatabányai VSE 19–4, 15–8 és Szegedi Vízmű-Taylor & Nash-Szegedi Egyetem–UVSE-Margitsziget 17–9, 17–10
5. helyért: ZF-Egri VK-Eszterházy Károly Főiskola–Szegedi Vízmű-Taylor & Nash-Szegedi Egyetem 8–8 (5m:5–3), 14–5
7. helyért: UVSE-Margitsziget–Tatabányai VSE 9–11, 6–9
9. helyért: Kópé-ÚVSE–Kecskeméti VE 19–4, 5–0
* 5m: ötméteresekkel
A bajnok UVSE játékoskerete: Antal Dóra, Aranyi Réka Rebeka, Csabai Dóra, Gangl Edina, Gerendás Matilda, Hertzka Orsolya, Keszthelyi Rita, Kiss Eszter Lara, Kisteleki Hanna, Koncsag Krisztina, Kövesdi Vivien, Kuna Szonja, Mucsy Anna Mandula, Szűcs Gabriella, Takács Vivien, Tóth Ildikó, Vogt Vivien
Az ezüstérmes Dunaújváros játékoskerete: Barna Edina, Brávik Fruzsina, Brezovszki Gerda, Kasó Orsolya, Garda Krisztina, Gurisatti Gréta, Horváth Brigitta, Huszti Dóra, Huszti Vanda, Szilágyi Dorottya, Lekrinszki Gina Petra, Mchunu Hlengiwe, Menczinger Katalin, Sajben Nikolett, Somhegyi Noémi, Vályi Vanda, Vályi Fanni, Ziegler Diána
A bronzérmes BVSC játékoskerete: Doroszlai Vanda, Gyöngyössy Anikó, Horváth Anna, Kecskés Lili Lotti, Kele Nikolett, Kisteleki Dóra, Koncz Laura Hanna, Leimeter Dóra, Máté Zsuzsanna, Mészáros-Farkas Kata, Oravecz Rebeka, Sikter Diána, Illés Anna, Takács Orsolya, Tamás Viktória, Trifán Dóra Katalin, Varga Viktória

## A góllövőlista élmezőnye
|     | Gól | Játékos          | Csapat                |
| --- | --- | ---------------- | --------------------- |
| 1.  | 51  | Keszthelyi Rita  | UVSE                  |
| 2.  | 43  | Bujka Barbara    | Szentesi VK           |
| 3.  | 42  | Illés Anna       | BVSC                  |
| 4.  | 41  | Czigány Dóra     | Egri VK               |
| 5.  | 37  | Gurisatti Gréta  | Dunaújvárosi Főiskola |
| 6.  | 30  | Ádám Emilia      | UVSE                  |
| 7.  | 30  | Antal Dóra       | UVSE                  |
| 8.  | 29  | Muzsnay Fanni    | KÓPÉ UVSE             |
| 9.  | 28  | Tóth I. Andrea   | Tatabánya             |
| 10. | 28  | Horváth Brigitta | Dunaújvárosi Főiskola |